# Puffin persique
Puffinus persicus
Espèce
Statut de conservation UICN

 LC  : Préoccupation mineure
Le Puffin persique (Puffinus persicus) est une espèce d'oiseaux de la famille des Procellariidae. Elle était et est encore parfois considérée comme une sous-espèce du Puffin d'Audubon (P. lherminieri).